# Českomoravská konfederace odborových svazů
Die Českomoravská konfederace odborových svazů (ČMKOS) (deutsch: Böhmisch-mährische Gewerkschaftskonföderation) ist ein tschechischer Gewerkschafts-Dachverband von 32 Einzelgewerkschaften, die zum 30. Juni 2009 rund 450 000 zahlende Mitglieder vereinten. Sie sieht sich als demokratische Organisation, unabhängig von der Staatsmacht, politischen Parteien, Kirche und Organisationen der Arbeitgeber.

## Ziele

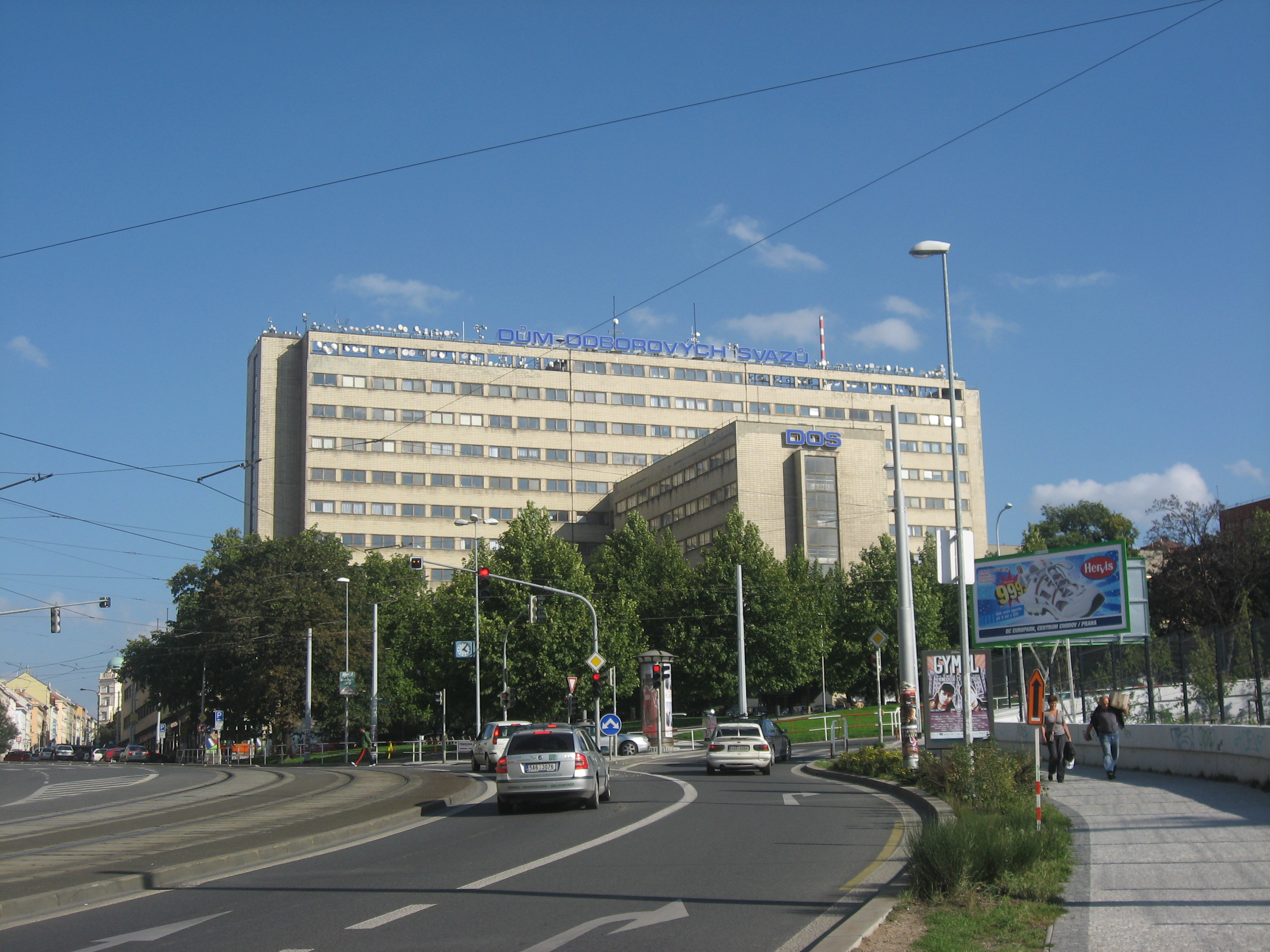
Sitz der ČMKOS in Prag-Žižkov

Das Hauptziel der ČMKOS ist, die grundlegenden Gewerkschafts- und Menschenrechte durchzusetzen und die sozialen und ökonomischen Interessen seiner Mitglieder zu verteidigen. Die ČMKOS vertritt die Interessen seiner Mitglieder im dreiseitigen Rat des ökonomischen und sozialen Abkommens der Tschechischen Republik (RHSD), wo sie zusammen mit der Regierung und mit Vertretern der Arbeitgeberverbände Verhandlungen über grundsätzliche arbeitsrechtliche und soziale Fragen, Arbeitsschutz usw. führt.
Nach dem EU-Beitritt beteiligt sich die ČMKOS aktiv an der europäischen Agenda. Die Vertreter des ČMKOS sind Mitglieder in mehreren Beratungsausschüssen oder anderen Gremien der Europäischen Kommission sowie des Europäischen Gewerkschaftsbundes (EGB). Auf der nationalen Ebene hat die ČMKOS ihre Vertreter in der Ressortskoordinierugsgruppe usw. Eines der bedeutendsten Instrumente in der Tätigkeit der Gewerkschaften sind die Kollektivverhandlungen, für welche nur Gewerkschaftsorganisationen auf der Betriebsebene und Einzelgewerkschaften auf der Branchenebene zuständig sind. Die Betriebsgewerkschaftsorganisationen führen Verhandlungen mit der Betriebsleitung und beschließen die Kollektivverträge, die Einzelgewerkschaften führen Verhandlungen mit den zuständigen Organisationen der Arbeitgeber und beschließen die Kollektivverträge höherer Stufe. Die Kollektivverträge beziehen sich nicht nur auf die Mitglieder der Gewerkschaften, sondern auch auf alle betreffenden Arbeitnehmer.
Der Rechtsservice für die Mitgliedsgewerkschaften und für die einzelnen Gewerkschaftsmitglieder wird durch 15 regionale Rechtsberatungsstellen der ČMKOS gewährleistet. Für die gewerkschaftliche Bildung dient die Gewerkschaftsschule des ČMKOS in Zlenice. Für seine Mitglieder gibt der ČMKOS dreiwöchentlich die Revue SONDY heraus.

## Mitgliedschaften
Die ČMKOS ist Mitglied des Internationalen Gewerkschaftsbunds sowie auch seiner regionalen Struktur PERR und des Europäischen Gewerkschaftsbunds. Sie ist auch Mitglied des Gewerkschaftlichen Beratungsausschusses in der OECD (TUAC).
Die ČMKOS pflegt Beziehungen mit etwa 60 nationalen und internationalen Organisationen. Auf regionaler Ebene wirkt sie an grenzüberschreitenden Beziehungen und gegenseitiger Zusammenarbeit mit.

## Vorsitzende
- 1990–1994 Vladimír Petrus
- 1994–2002 Richard Falbr
- 2002–2010 Milan Štěch
- 2010–2013 Jaroslav Zavadil
- 2013–2014 Václav Pícl (Interim)
- seit 2014 Josef Středula